# Cantó de Marcq-en-Barœul

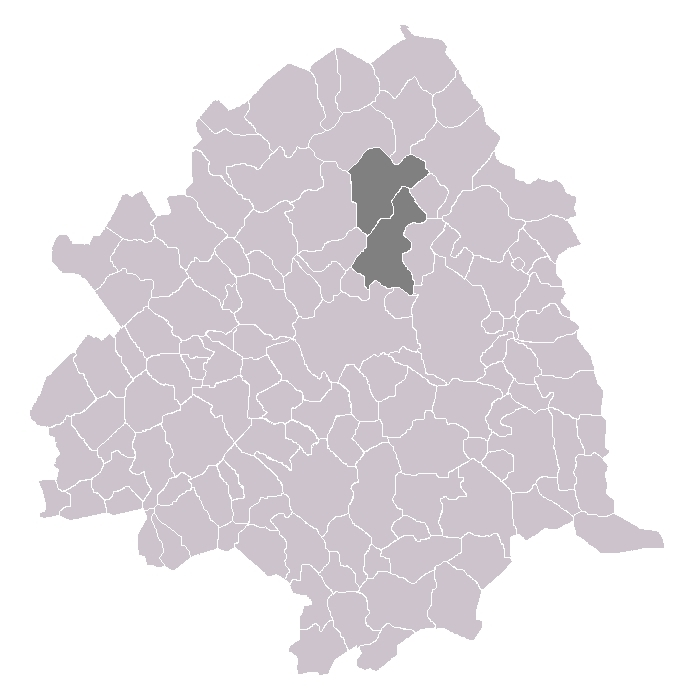
Cantó de Marcq-en-Barœul

El cantó de Marcq-en-Barœul és una divisió administrativa francesa, situada al departament del Nord i la regió dels Alts de França.

## Composició
El cantó de Marcq-en-Barœul comprèn les comunes de:
- Bondues
- Marcq-en-Barœul

## Història
| Date d'elecció                        | Identitat        | Partit |
| ------------------------------------- | ---------------- | ------ |
| 1988-                                 | Jean-René Lecerf | UMP    |
| Les dades anteriors no són conegudes. |                  |        |
|                                       |                  |        |

## Demografia
| 1962 | 1968 | 1975 | 1982 | 1990 | 1999   | 2006   |
| ---- | ---- | ---- | ---- | ---- | ------ | ------ |
| -    |      |      |      |      | 47.857 | 49.090 |